# Costis
Costis est un artiste plasticien grec né à Athènes le 8 février 1950.

## Biographie

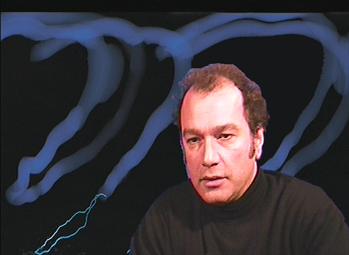
Costis en 1995.

1968-1972: Université d’Athènes, Département des sciences économiques et politiques;
1972-1976: Université de Paris VIII, Licence et Maîtrise de cinéma et αrts plastiques, Licence de philosophie.
Costis a élaboré une œuvre de plasticien avec comme matériau privilégié  l’électricité, la foudre électronique.

« Entrer dans le domaine de l’éclair, de la foudre et du tonnerre, c’est bien évidemment une intrusion. Costis se veut prométhéen, il s’empare du feu, et le modèle à sa guise. Les résultats sont fascinants. L’éclair se définit comme une décharge électrique dans l’atmosphère. On le distingue par la qualité même de son éclat. Il peut être sinueux, arborescent, constituer un système de halos »

— Pierre Restany

## Expositions personnelles
1984
- « Mediassemblage », Gallery F, Athens, Grèce
- « Mediassemblage », Institut Français d’Athènes. Grèce

1986
- « Mediassemblage », Palazzo de Cardona, Todi, Italie

1988
- « Liquidite solide », Galerie Xplus, Bruxelles, Belgique)

1989
- « Labyrinth or the Empty Monument », Institut Français d’Athènes, Bicentennial of the French Revolution, Athens, Grèce
- Municipal Gallery of Nauplion, Nauplion, Grèce

1990: 
- « Black and White 1969-1979 », Institut Français d’Athènes, Athènes, Grèce
- « Eclats de transperence et eclair », Ekphrasi Gallery, Glyfada, Grèce

1991
- « Keravnos, Lightning », Skironio Museum, as part of the events of the 8th International Sculpture Biennale, Megara, Attica, Grèce

1992
- « Foudre, Keraunos, Lightning », Galerie J. et J. Donguy, Paris, France
- « Foudre Bliksmem, Lightning », Galerie Xplus, Bruxelles

1995
- « Electric Field », Maison de la Culture de Loire-Atlantique Festival de la science Nantes
- « Electric Field », Musée Macédonien d’art contemporain Salonique, Grèce
- « Electric Field », Electropolis, Musée de l’Énergie Électrique, Mulhouse, France
- « Electric Field », Espace Electra, Fondation, E.D.F. Paris

## Performances
1976
- « Dreamdrome », Polyplano Gallery, Athènes, Grèce

1975
- « KRAK », Performance poétique accompagnée par l’ensemble musical de Yannis Statha Gallery, Athènes, Grèce

1991
- « Energy performance ». Nine electronic thunderbolts and a guitarist. Music by Dimitris Zafirellis for guitar synthesizer in the open-air amphitheater at the Skironio Museum, Megara, Attica, Grèce

1992
- « Áction Åclat-Eclair », dialogue poétique  Établissements Phonographiques de l’Est, Paris

## Œuvres dans les collections publiques et privées
- Fondation Électricité, Paris
- Espace Electra, Paris
- Electropolis, Mulhouse, France
- Bremish Autothek, Brème Allemagne
- Kanagawa Prefecture Gallery, Yokohama, Japon
- Györ Museum, "Oxygen" Foundation, Hongrie
- Museum of International Contemporary Graphic Arts, Fredrikstad, Norvège
- Musée du Petit Format, Couvin, Belgique
- Nicosia Historical Museum, Chypre
- Baaz Art Foundation, Roumanie
- Skironio Museum, Athènes
- Municipal Gallery, Athènes
- Cycladic Gallery, Grèce

## Écrits
- « Fragments 1967-1973 », 1974, Athènes. Poèmes, p. 64;
- « Dreamdrome », 1977. Kastaniotis Éditions., Athènes. Dessins, p. 96;
- Collaboration avec C, Papaiakovou: «Noah's Eon», publié dans le périodique «Dromena» No. 12, 1987.
- Rédacteur en chef de «Lotus», 1968-1972, 10 numéros, Athènes; et «Praxis», 1972, Athènes